# 알베르트 뢰슈티

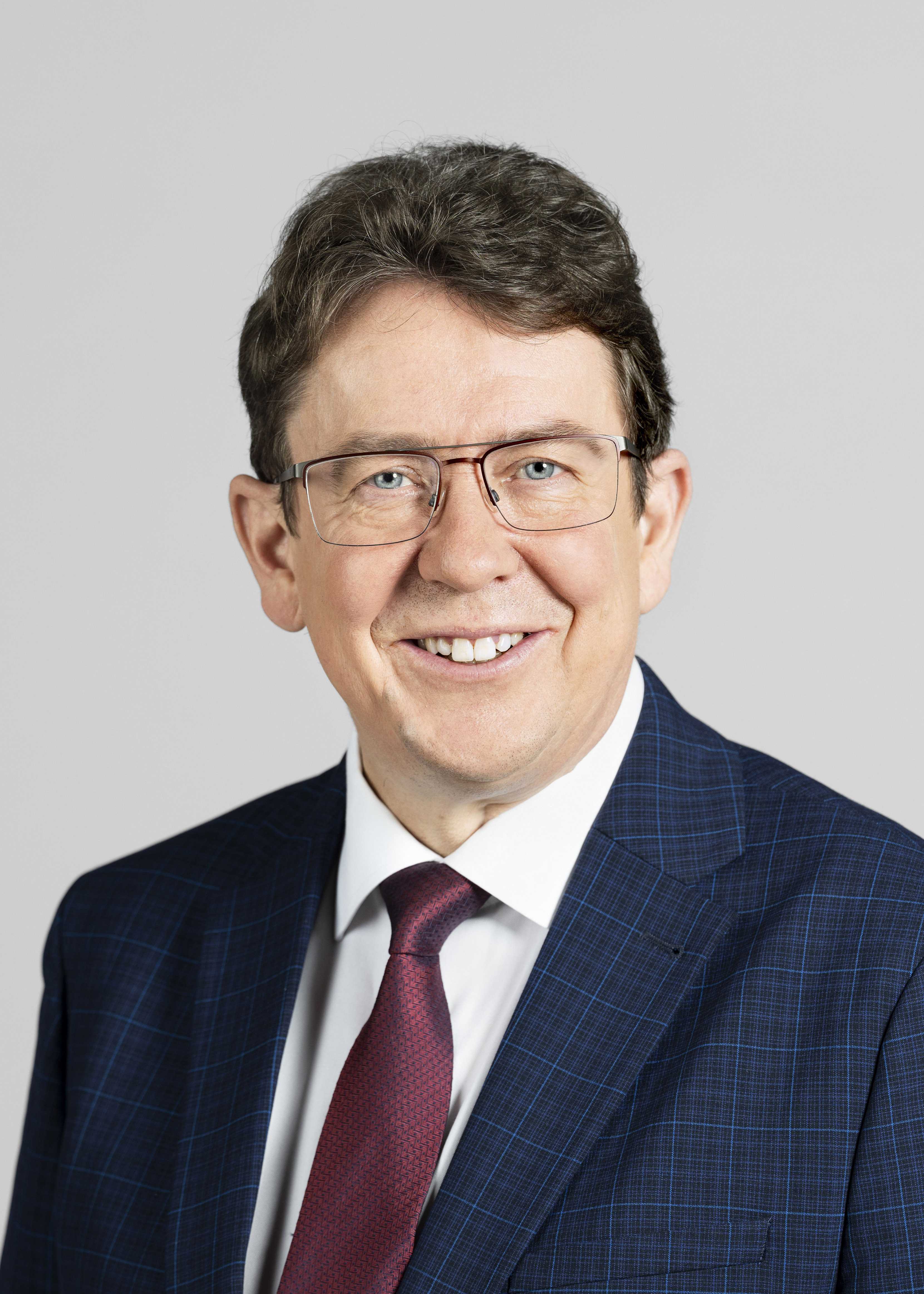
2024년 공식 초상화

알베르트 뢰슈티(Albert Rösti, 독일어 발음: [ˈalbɛʁt ˈrøːsti], 1967년 8월 7일~)는 스위스 사업가, 로비스트, 정치인으로 2023년 1월 1일부터 스위스 연방 의회 의원으로 활동하고 있다. 이전에 스위스 인민당(SVP/ UDC)에 재임했으며 2011년부터 2022년까지 베른 주 국가 위원회의 회원으로 활동했다. 뢰슈티는 툰 근처 우텐도르프(Uetendorf)에 거주하고 있다.